# قوشتشي (إيران)
قوشتشي (بالفارسية: قوشچی) هي منطقة سكنية تقع في إيران في Anzal District. يقدر عدد سكانها بـ 2,832 نسمة .